# Red London
Red London ist eine britische Oi!-Band aus Sunderland.

## Bandgeschichte
Die erste Punkband in Sunderland war The Rebels, die von Gaz Stoker gegründet wurde. 1978 gründete sein jüngerer Bruder Kid Stoker die Band The Street Boys, aus der 1979 Red London hervorging, als man mit Patty Smith einen neuen Sänger fand. Bereits 1980 löste man sich jedoch wieder auf. Eine Demoaufnahme aus dieser Zeit ist heute verschollen. 1981 beschloss man Red London wieder zum Leben zu erwecken, diesmal mit Gaz Stoker, dessen Band The Rebels sich aufgelöst hatte.
Die Band trat in Großbritannien auf und wurde schließlich von Attila the Stockbroker entdeckt und an Razor Records vermittelt. Dort erschien zunächst 1983 die Extended Play Sten Guns in Sunderland, gefolgt von ihrem Debütalbum This Is England. Kurz darauf kam es vermehrt zu Line-up-Wechseln. Patty Smith lernte eine Freundin kennen, die ihn dazu nötigte die Band zu verlassen. Raish Carter wurde für die 1987er EP auf dem französischen Label Pride and Passion neuer Sänger der Gruppe. Carter, vorher bereits Schlagzeuger der Gruppe und verstrickt in kriminelle Aktivitäten, fuhr jedoch kurz darauf ein und machte so bereits auf der nächsten Veröffentlichung Platz für Marty Clark, der auf Outlaws (1989) und Tumbling Dice zu hören ist.
Die Band unterschrieb 1994 beim deutschen Independent-Label Knock Out Records. Dort erschien das Album Last Orders Please. Anschließend kehrte Patty Smith als fester Sänger in die Band zurück und es folgten zwei weitere Alben auf Knock out Records. Mit Soundtrack of Our Lives folgte das bis dato letzte Album der Gruppe. Die Koproduktion von Knock Out Records und Trash 2001 Records hatte mit Steve Smith wiederum einen neuen Sänger. Steve Smith ist der jüngere Bruder von Patty Smith und ebenfalls Sänger der befreundeten Band Red Alert.

## Texte und Musik
Insbesondere die frühen Werke der Band waren vom britischen Soul und Reggae beeinflusst, während die späteren Werke eher am Oi! und Streetpunk orientiert waren. Als Inspirationsquellen gab die Band unter anderem The Clash, Chelsea, Stiff Little Fingers, Angelic Upstarts, The Ruts, Slade, Faces und The Jam an. Wie bereits durch den Bandnamen ersichtlich  war die Band politisch interessiert und verstand sich als Skinhead-Band zugehörig zur „Working Class“. So spielte die Band unter anderem Benefiz-Konzerte für die Bergarbeiter während des großen Streiks 1984/1985.  Durch das „Red“ als Farbe des Sozialismus klar links positioniert und antifaschistisch eingestellt, versteht sich Red London dennoch nicht als politische Band. Vielmehr war man in jüngeren Jahren, als der Bandname vergeben wurde, klar sozialistisch eingestellt, Politik sei aber nicht mehr der Antrieb, Allerdings klagen ihre Lieder dennoch soziale Missstände an und einzelne Mitglieder verstehen sich weiterhin als Sozialisten.

## Diskografie

### Alben
- 1984: This Is England (Razor Records)
- 1989: Outlaws (Negative Records)
- 1990: Tumbling Dice (Released Emotions Records)
- 1994: Last Orders Please (Knock Out Records)
- 1997: Days Like These (Knock Out Records)
- 1999: Once Upon a Generation (Knock Out Records)
- 2002: Soundtrack of our Lives (Knock Out Records/Trash 2001 Records)

### EPs
- 1983: Sten Guns in Sunderland (Razor Records)
- 1987: Pride and Passion (Gougnaf Mouvement)
- 1989: The Day They Tore the Old School Down (Negative Records)
- 1991: A Look Back in Anger (Split-7’’ mit Red Letter Day, Released Emotions Records)
- 1997: Downtown Riot (Combat Rock)

### Kompilationen
- 1991: A Look Back in Anger – The Best of …Live (Released Emotions Records)
- 2000: Streetlife – the best of Red London (Knockout Records)
- 2021: Rarities (Mad Butcher Records)